# Darren Helm
Darren Helm (* 21. Januar 1987 in St. Andrews, Manitoba) ist ein ehemaliger kanadischer Eishockeyspieler. Der Angreifer bestritt zwischen 2008 und 2023 über 800 Partien für die Detroit Red Wings und die Colorado Avalanche in der National Hockey League (NHL). Mit beiden Teams gewann er den Stanley Cup, wobei er mit Detroit 2008 und mit Colorado im Jahre 2022 erfolgreich war.

## Karriere
Darren Helm begann seine Karriere 2003 in der Nachwuchsliga Manitoba Junior Hockey League, wo er die zweite Mannschaft der Selkirk Steelers mit 71 Punkten in 34 Spielen anführte. Zur Saison 2004/05 wechselte er in die hochklassige Juniorenliga WHL zu den Medicine Hat Tigers und hatte ein solides erstes Jahr mit zehn Toren und 14 Assists, woraufhin ihn die Detroit Red Wings im NHL Entry Draft 2005 in der fünften Runde an Position 132 auswählten.
In der Saison 2005/06 konnte sich Helm deutlich steigern und führte die Hat Tigers als bester Scorer mit 79 Scorerpunkten in 70 Spielen auf den ersten Platz der WHL während der regulären Saison. Helm belegte zudem den achten Platz in der Scorerwertung und war fünftbester Torschütze der Liga. In den Playoffs konnte die Mannschaft bis ins Conference-Finale einziehen, jedoch ließ Helms Punkteausbeute während der Endrunde nach und man schied gegen die Moose Jaw Warriors aus.
Im September 2006 unterschrieb Helm einen Dreijahresvertrag bei den Detroit Red Wings, blieb aber vorerst bei den Medicine Hat Tigers, wo er als Alternativkapitän auflief. Im Dezember wurde er in den Kader der kanadischen U20-Nationalmannschaft berufen und gewann im Monat darauf die Goldmedaille bei der Junioren-Weltmeisterschaft. In der WHL fehlte er elf Spiele, weshalb er nicht an die Leistungen der Vorsaison anknüpfen konnte, aber die Mannschaft war trotzdem zweitbestes Team nach der regulären Saison. In den Playoffs war er neben Torhüter Matt Keetley, der zum MVP der Endrunde ausgezeichnet wurde, bester Spieler des Teams und führte es mit zehn Toren und zwölf Assists zum Gewinn des President’s Cup. In der Memorial-Cup-Finalrunde, in der das beste Team der drei großen Juniorenligen ausgespielt wird, belegten die Medicine Hat Tigers nach der Gruppenphase den ersten Platz und zogen somit direkt ins Finale ein, wo sie auf die Vancouver Giants trafen. Obwohl Helm im Finalspiel zwischenzeitlich zum 1–1 getroffen hatte, verloren sie das Spiel am Ende mit 1–3. Darren Helm wurde nach dem Ende des Turniers in das All-Star Team des Memorial Cup gewählt.

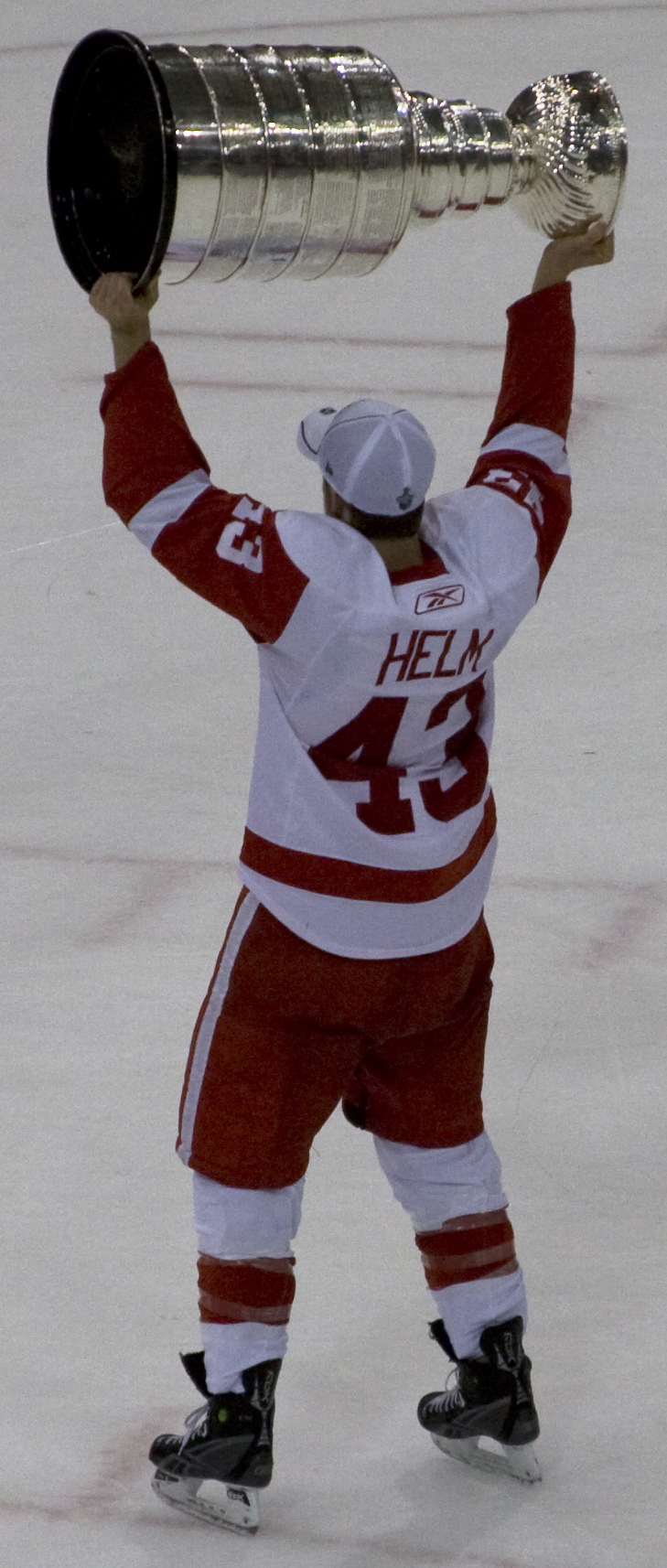
Darren Helm mit dem Stanley Cup

Im Herbst 2007 wechselte Helm zu den Senioren und spielte für die Grand Rapids Griffins, dem Farmteam der Detroit Red Wings, in der AHL und hatte eine gute Debütsaison mit 16 Toren und 15 Assists. Nachdem er im März 2008 mit zwei Toren und zwei Assists sein bis dahin bestes Spiel für die Griffins absolviert hatte und kurz darauf drei Stürmer der Red Wings verletzungsbedingt ausgefallen waren, wurde er erstmals in den NHL-Kader berufen und bestritt insgesamt sieben Spiele. Zwar konnte er in der Zeit nicht punkten, aber durch seine Einsätze in der dritten und vierten Angriffsreihe mit seinem defensiven Spiel überzeugen. Für die Playoffs wurde er erneut in den Kader der Red Wings berufen und ersetzte Mark Hartigan als Center der vierten Angriffsreihe ab dem fünften Spiel der Erstrundenserie gegen die Nashville Predators. Helm etablierte sich im Laufe der Playoffs als Stammkraft, erzielte zwei Tore und bereitete zwei Treffer vor, davon je ein Tor und Assist in der Finalserie gegen die Pittsburgh Penguins, als sie den Stanley Cup gewannen.
Auch im Training Camp der Red Wings im Herbst 2008 zeigte Helm überzeugende Leistungen, konnte sich jedoch aufgrund der großen Anzahl an Stürmern nicht für einen Platz im NHL-Kader empfehlen und begann die Saison 2008/09 bei den Grand Rapids Griffins. Er nutzte die Zeit in der AHL und zeigte, dass er sich vor allem in der Offensive verbessert hatte und gehörte zu den besten Stürmern der Mannschaft, ehe er im Februar 2009 in die NHL berufen wurde und fast den gesamten Monat für die Red Wings zum Einsatz kam. Anfang März kehrte er zu den Griffins in die AHL zurück, wo er die reguläre Saison beendete. Zu Beginn der Playoffs gehörte er wieder zum Stammkader in Detroit und etablierte sich dort im Laufe der folgenden Jahre. Nach 14 Jahren in der Organisation der Red Wings wechselte der 34-Jährige im Juli 2021 zur Colorado Avalanche. In den Playoffs 2022 errang er mit dem Team seinen zweiten Stanley Cup. Nach der Saison 2022/23 beendete er seine aktive Karriere, wobei er 823 NHL-Partien bestritten und dabei 266 Punkte verzeichnet hatte.

## Erfolge und Auszeichnungen
| - 2006 WHL East First All-Star-Team - 2007 President’s-Cup-Gewinn mit den Medicine Hat Tigers - 2007 WHL East Second All-Star Team | - 2007 Memorial Cup All-Star Team - 2008 Stanley-Cup-Gewinn mit den Detroit Red Wings - 2022 Stanley-Cup-Gewinn mit der Colorado Avalanche |

### International
- 2007 Goldmedaille bei der U20-Junioren-Weltmeisterschaft

## Karrierestatistik

### International
Vertrat Kanada bei:
- U20-Junioren-Weltmeisterschaft 2007

(Legende zur Spielerstatistik: Sp oder GP = absolvierte Spiele; T oder G = erzielte Tore; V oder A = erzielte Assists; Pkt oder Pts = erzielte Scorerpunkte; SM oder PIM = erhaltene Strafminuten; +/− = Plus/Minus-Bilanz; PP = erzielte Überzahltore; SH = erzielte Unterzahltore; GW = erzielte Siegtore; 1 Play-downs/Relegation; Kursiv: Statistik nicht vollständig)